# Kašpar Šlik
Kašpar Šlik hrabě z Pasounu a Holíče, německy Kaspar Schlick Graf von Passaun und Weißkirchen (kolem roku 1396, Cheb – 19. července 1449, Vídeň) byl český šlechtic z rodu Šliků. Jako první zastával v letech 1433 až 1437 úřad kancléře Svaté říše římské, coby laik měšťanského původu. Frizinský kníže-biskup Jindřich II. Šlik byl jeho bratr.

## Život
Kašpar Šlik se narodil v Chebu jako druhý potomek z osmi dětí kupce a radního Jindřicha Šlika a jeho manželky Konstancie Collaltové, markraběnky z Trevisa. Navštěvoval univerzitu v Lipsku a poté vstoupil do služeb českého krále Zikmunda Lucemburského. V letech 1415 až 1417 doprovázel krále na jeho cestách do Španělska, Francie a Anglie.

## Politická dráha
Roku 1416 byl jmenován písařem, roku 1426 královským tajemníkem, roku 1427 protonotářem, 1429 královským místokancléřem a roku 1433 říšským kancléřem císaře Zikmunda. Šlik byl říšským kancléřem v letech 1433 až 1437 za panování císaře Zikmunda a kancléřem krále Albrechta II. a Fridricha III.
Jako vlivný císařský politik se účastnil několika tažení proti Osmanské říši a husitům, jménem krále vedl jednání v Prusku, Polsku a Litvě a také vnitropolitická jednání s husity. Zikmunda doprovázel také k basilejskému koncilu a účastnil se jeho korunovace císařem v Římě. Ve své pozici byl také činný jako parlamentář u papeže.
Také za panování krále Albrechta II., kterého podporoval při prosazování královského následnictví v českých zemích, zůstal Šlik i přes vnitropolitickou opozici ve svém úřadě.
Šlik byl roku 1442 jmenován královským radou Fridricha III. a roku 1443 znovu kancléřem. Jeho vliv však postupně slábl, neboť se jeho představy ne vždy shodovaly s těmi královými. Roku 1449 ze svého úřadu odstoupil, nicméně poté se ještě podílel na volbě krále Ladislava a roku 1447 v Miláně vedl jednání jeho jménem.
Vedle politiky se Kašpar Šlik zajímal rovněž o umění a vědu a nadané umělce a vědce podporoval, mezi nimi např. Enea Silvia Piccolominiho, pozdějšího papeže Pia II.
Roku 1444 se oženil s Anežkou, dcerou olešnického vévody Konráda V. Kantnera.
Poslední léta strávil ve Vídni, kde byl raněn mrtvicí a 19. června 1449 zemřel. 

### Predikát
Za své služby získal darem polnosti na Chebsku, stejně jako v tehdy hornouherském Holicsi (něm. Weißkirchen, dnešní Holíč na Slovensku). Roku 1422 byl povýšen do stavu svobodného pána z Holíče, roku 1437 na říšského hraběte z Pasounu (Bassano del Grappa v severní Itálii) a roku 1438 na hraběte z Pasounu a Holíče.